# Раев, Ринат Афраемович
Ринат Афраемович Раев (род. 26 июня 1966, Карасево, Курганская область) — российский религиозный и общественный деятель, председатель Регионального духовного управления мусульман Челябинской и Курганской областей Центрального духовного управления мусульман России, главный муфтий УрФО.

## Биография
Ринат Афраемович Раев родился 26 июня 1966 года в селе Карасёво Карасевского сельсовета Сафакулевского района Курганской области, ныне село входит в Сафакулевский муниципальный округ той же области.
В 1983 году окончил Мансуровскую среднюю школу, поступил в Троицкий зооветеринарный техникум.
В 1984 году был призван в Вооружённые Силы СССР, до 1986 года проходил службу в пограничных войсках КГБ СССР.
В 1988 году окончил ветеринарный факультет Троицкого зооветеринарного техникума.
В 1993 году окончил Троицкий ветеринарный институт по специальности «Ветеринария». Присвоена квалификация «Ветеринарный врач».
С 1993 по 1995 годы обучался в двухгодичном медресе. По окончании присвоена квалификация «Имам-хатыб».
Трудовую деятельность Ринат Афраемович начал в 1995 году ответственным секретарём, управляющим делами Верховного муфтия ЦДУМ России.
С 1996 по 2000 годы учился в Исламском институте имени Ризаэтдина ибн Фахретдина при ЦДУМ России по специальности «Теология». По совместительству был заведующим учебной частью Исламского института.
С 2003 года — ректор Российского Исламского Университета при ЦДУМ России.
После трагической гибели в автомобильной катастрофе 20 ноября 2005 года муфтия Челябинской области Габдуллы Юмабаевича Шакаева и муфтия Курганской области Рамазана Саримовича Ишмухаметова, в конце декабря 2005 года был назначен муфтием этих регионов, совмещая данную должность с должностью ректора.
28 декабря 2005 года на съезде мусульман РДУМ Курганской области Председателем ЦДУМ России, Верховным муфтием, Шейх-уль-Ислам Талгат Таджуддинном, на должность Председателя РДУМ Курганской области в духовном звании муфтий был назначен Ринат-хазрат Раев.
29 декабря 2005 года на съезде мусульман РДУМ Челябинской области Председателем ЦДУМ России, Верховным муфтием, Шейх-уль-Ислам Талгат Таджуддинном на должность председателя Регионального духовного управления мусульман Челябинской области в духовном звании муфтий назначен Ринат-хазрат Раев.
С апреля 2006 года муфтият выпускает газету «Хилял» («Молодая луна») — официальный орган Регионального Духовного Управления мусульман Челябинской и Курганской областей.
С 27 декабря 2006 года по 14 ноября 2007 года был главным муфтием Уральского федерального округа.
С ноября 2007 года заместитель верховного муфтия ЦДУМ по образованию и подготовке кадров.
11 ноября 2008 года на праздновании 220-летнего юбилея ОМДС в Челябинске было объявлено о повторном назначении Раева на пост главного муфтия УрФО от ЦДУМ.
6 февраля 2017 года в 18:20 попал в аварию на 14 км автодороги «Челябинск — Новосибирск». Автомобиль «Toyota Corolla» выехал на полосу встречного движения и столкнулся с автомобилем «Škoda Octavia», которым управлял муфтий. После удара Шкода столкнулась с двигавшимся попутно «Volkswagen Polo». Водитель Тойоты погиб на месте. Остальные пассажиры были госпитализированы. У Раева тяжелых повреждений нет.
Раев является членом Общественной палаты Челябинской области, Общественного совета Законодательного Собрания Челябинской области, Общественного совета при ГУВД Челябинской области.

## Семья
Ринат Афраемович женат, имеет троих детей.